# Holzbrücke Neckarburg
Die Holzbrücke Neckarburg war eine 1951 fertiggestellte 42 Meter lange gedeckte Fußgängerbrücke über den Neckar bei der Neckarburg in Rottweil in Baden-Württemberg. Die vom Schwäbischen Albverein erbaute Brücke lag auf zwei mit 23 Meter Abstand im Fluss stehenden Pfeilern und war über Vorbrücken mit den Flussufern verbunden. Das Tragwerk der Holzbrücke war als doppeltes Hängewerk ausgeführt, das auf der Anstromseite der Brücke verkleidet war. Vorher befand sich an dieser Stelle ein Holzsteg.
Am 26. April 2021 wurde die Brücke durch ein Feuer zerstört. 